# Xenophrys baluensis
Xenophrys baluensis és una espècie d'amfibi que viu a Malàisia.